# Week-end Family
Week-end Family é uma futura série de televisão via streaming de comédia francesa para crianças e adolescentes, produzida pela Elephant International para a Walt Disney Company. A série estreou em 23 de fevereiro de 2022 no Disney+ em países selecionados.
Em julho de 2022, a série foi renovada para uma segunda temporada.

## Enredo
Fred é o pai divertido e irresistível de uma família muito diversificada. Piadista perpétuo, tenta ser um bom pai para as filhas Clara (15 anos), Victoire (12 anos) e Romy (9 anos), de quem toma a guarda apenas nos finais de semana. Embora as mães de suas filhas amem Fred, Laurence, Marie-Ange e Helena tiveram boas razões para deixá-lo. As mães nunca estão longe, e nem Stan, o melhor amigo de Fred. Quando Fred se apaixona perdidamente por Emmanuelle, uma mulher quebequense que mora em Paris, estudou psicologia infantil e está fazendo doutorado, uma nova fase na vida dos dois começa. Emmanuelle, que nem sempre pode contar com os conselhos de sua melhor amiga Cora, tem que se afastar dos livros e da teoria todo fim de semana para se dar bem com sua nova família, incluindo as ex-parceiras de Fred.

## Elenco
- Éric Judor como Fred
- Liona Bordonaro como Clara
- Midie Dreyfus como Victoire
- Roxane Barrazuol como Romy
- Annelise Hesme como Laurence
- Jeanne Bournaud como Marie-Ange
- Annabel Lopez como Helena
- Hafid F. Benamar como Stan
- Daphnée Côté-Hallé como Emmanuelle
- Sephora Pondi como Cora

## Episódios
| N.º | Título                  | Dirigido por                 | Escrito por                            | Lançamento              |
| --- | ----------------------- | ---------------------------- | -------------------------------------- | ----------------------- |
| 1   | "Nouveau départ"        | Pierre-François Martin-Laval | Géraldine de Margerie e Nour Ben Salem | 23 de fevereiro de 2022 |
| 2   | "Zéro conso"            | Pierre-François Martin-Laval | Géraldine de Margerie e Nour Ben Salem | 23 de fevereiro de 2022 |
| 3   | "Double axel"           | Pierre-François Martin-Laval | Cécile Lugiez e Julie-Anna Grignon     | 23 de fevereiro de 2022 |
| 4   | "Sous l'eau"            | Pierre-François Martin-Laval | Cécile Lugiez e Julie-Anna Grignon     | 23 de fevereiro de 2022 |
| 5   | "La fête des voisins"   | Sophie Reine                 | Marion Carnel e Paul Madillo           | 23 de fevereiro de 2022 |
| 6   | "Adieu au ranch"        | Sophie Reine                 | Marion Carnel e Paul Madillo           | 23 de fevereiro de 2022 |
| 7   | "Le retour à la nature" | Sophie Reine                 | Géraldine de Margerie e Nour Ben Salem | 23 de fevereiro de 2022 |
| 8   | "Tout recommence"       | Sophie Reine                 | Géraldine de Margerie e Nour Ben Salem | 23 de fevereiro de 2022 |

## Lançamento
A série estreou em 23 de fevereiro de 2022 no Disney+ na França, Canadá, Benelux, Escandinávia, Espanha, Portugal, Austrália, Nova Zelândia, Cingapura, Hong Kong e Taiwan (incluindo Disney+ Hotstar na Indonésia, Malásia e Tailândia). A série estreou nos EUA, Reino Unido, Irlanda e Itália em 9 de março de 2022 e na América Latina em 25 de maio de 2022.